# Constantino de Rostóvia
Constantino de Rostóvia (Konstantin Vvolododovich) nasceu dia 18 de maio 1185  e morreu no dia 2 de fevereiro  1218 - Príncipe de Novgorod (1205-1208), Príncipe de Rostov (1208-1216), Grão-Príncipe de Vladimir (1216-1218). Historiadores antigos lhe deram os epítetos "sábio" e "bom".

## Biografia

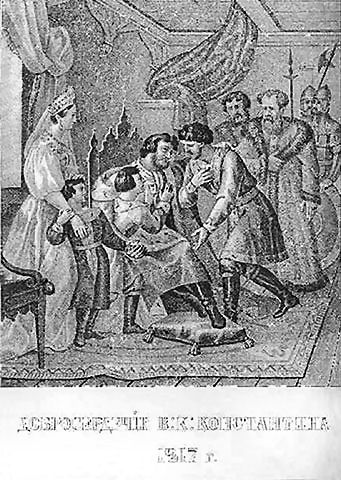
Grão-duque Constantino de bom coração.Худ. Hood B. A. Chorikov ..

O filho mais velho do Grão-Duque de Vladimir, Usevolodo, o Grande Ninho. Já no décimo ano,  seu pai casou ele com a filha do príncipe de Smolensk, Mstislav Romanovich, Maria (ou Agafya , morreu em 24 de janeiro de 1220). Até 1205, ele estava com seu pai, participando, como representante do último, na consagração das igrejas em Vladimir. No final dos anos 1190, ele reinou brevemente no Principado de Pereaslávia .
Em março de 1205, ele foi enviado por seu pai para reinar em Novgorod no lugar de seu irmão Svyatoslav , onde permaneceu até o início de 1208, mas a maior parte do tempo não passou em Novgorod, mas em Vladimir e Rostov. Então, tendo reunido Novgorod, Pskov, Ladozhan e Novotorzhtsev, chegou com eles a Moscou para ajudar seu pai na campanha a Riazã e no cerco de Pronsk.
Depois de algum tempo, seu pai deu cinco cidades a mais para ele: Yaroslavl, Beloozero, Mologu, Uglich e Veliky Ustyug. Em sua ausência, em 1211, quase toda a cidade de Rostov foi incendiada, e ele, ao saber disso, imediatamente retornou de Vladimir. Como nativo de Rostov e um homem que viveu lá por muito tempo, ele estabeleceu não apenas uma conexão moral com sua terra natal, mas também conexão política, buscando tanto a herança de Vladimir quanto a indivisibilidade política de toda a terra de Rostov-Suzdal. Enquanto isso, os novgorodianos levaram ao seu reino o príncipe de Toropetsky, Mistislau; Conseqüentemente, Constantino e seus irmãos falaram com Torzhok contra Novgorod. O caso, no entanto, terminou sem derramamento de sangue.
Em 1211, seu pai enviou para o príncipe Constantino, em Rostóvia, a "benção" de comandar o Grão-Ducado de Vladimir, e Rostov passaria para seu irmão Yuri. Constantino recusou-se a ir a Vladimir e entregar Rostov, argumentando que ele, como filho mais velho, tinha direito a todo o grande principado. Depois de três convites, Usevolodo convocou o bispo [João II (bispo de Rostov, o espiritual e leigo de assuntos de Estado, e obrigou-os a jurar lealdade a Yuri, como seu sucessor em grande dignidade, legou-lhe Vladimir-Suzdal, e Constantino-Rostóvia e Jaroslávia.